# Link Wray
Fred Lincoln "Link" Wray Jr. (Dunn, Carolina del Norte, 2 de mayo de 1929 - Copenhague, 5 de noviembre de 2005) fue un guitarrista y cantante ocasional de los años cincuenta.
Wray destaca por ser pionero en un nuevo sonido de guitarra eléctrica, como lo demuestra el éxito de la canción instrumental «Rumble» en 1958, de Link Wray and his Ray Men, que fue pionera en un overdrive, distorsión de sonido de guitarra eléctrica. 
También inventó el power chord, importante técnica de la guitarra de rock moderna, recurso muy utilizado en el punk y el hard rock. Rolling Stone incluyó a Link en el número 45 en su lista de los 100 guitarristas más grandes de todos los tiempos.
Rumble de 1958, se hizo mundialmente conocida al ser utilizada en las películas Pulp Fiction, Blow e Independence Day. Wray fue citado entre las influencias musicales de Jeff Beck, Duff McKagan, Jimmy Page, Jimi Hendrix, Marc Bolan, Neil Young y Bob Dylan.

## Primeros años
Wray nació el 2 de mayo de 1929 en Dunn, Carolina del Norte, hijo de Fred Lincoln Wray, Sr., y su esposa, Lillian M. Wray (de soltera Coats), [4] que eran ambos nativos americanos de ascendencia shawnee, [5 ] aunque los censos de 1930 y 1940 se refieren a ellos como blancos, ya que muchos nativos americanos se registraron como blancos o negros para evitar la discriminación. Tres canciones que Wray interpretó durante su carrera fueron nombradas para los pueblos indígenas: "Shawnee", " Apache " y "Comanche".
Sus dos hermanos, Vernon (nacido el 7 de enero de 1924) y Doug (nacido el 4 de julio de 1933), fueron sus primeros compañeros de banda. [6]
Wray sirvió en el ejército de los Estados Unidos durante la guerra de Corea (1950–53). Contrajo tuberculosis, que lo hospitalizó por un año. Su estadía concluyó con la extracción de un pulmón, lo que, según los médicos, significaría que nunca más podría volver a cantar. [7]

## Carrera
Sobre la base del sonido distorsionado de la guitarra eléctrica de los primeros discos, el primer éxito de Wray fue el " Rumble " instrumental de 1958. Popularizó "el acorde de poder, el principal modus operandi de los guitarristas de rock modernos", [8] facilitando la aparición del " punk y el hard rock ". [9] El registro fue lanzado por primera vez en Cadence Records (número de catálogo 1347) como "Link Wray & His Ray Men". "Rumble" fue prohibido en Nueva York y Boston por temor a incitar a la violencia de las pandillas adolescentes. [10]
Antes, durante y después de sus períodos con las grandes discográficas Epic y Swan, Wray lanzó grabaciones de 45 bajo muchos nombres. Cansado de la máquina de música corporativa, comenzó a grabar álbumes usando un estudio de tres pistas que convirtió de una dependencia en la propiedad de su hermano que su padre solía criar pollos. [7]
Mientras vivía en el área de la Bahía de San Francisco a principios de la década de 1970, Wray fue presentado al guitarrista de la banda Quicksilver Messenger Service, John Cipollina por el bajista James "Hutch" Hutchinson. [11] Posteriormente formó una banda que inicialmente presentaba al invitado especial Cipollina junto con la sección de ritmo de la banda de Cipollina Copperhead, el bajista Hutch Hutchinson y el baterista David Weber. Abrieron para la banda canadiense Lighthouse en el Whisky a Go Go en Los Ángeles del 15 al 19 de mayo de 1974. [12] Más tarde realizó numerosos conciertos y transmisiones de radio en el Área de la Bahía, incluyendo KSAN y el local de Bill Graham Winterland Ballroom, con Les Lizama más tarde reemplazando a Hutchinson en el bajo. [13] Realizó una gira y grabó dos álbumes con el artista de rockabilly Robert Gordon a fines de la década de 1970. [14] La década de 1980 hasta la actualidad vio una gran cantidad de reediciones, así como material nuevo. Un miembro de su banda en la década de 1980, el baterista Anton Fig, más tarde se convirtió en baterista en la Orquesta CBS en el Late Show con David Letterman. En 1994, tocó en cuatro canciones del álbum Chatterton del roquero francés Alain Bashung. [15] Luego lanzó dos álbumes de música nueva: Shadowman (1997) y Alambre de púas (2005). Las grabaciones descubiertas se lanzaron en 2018.

## Vida personal
Los primeros tres matrimonios de Wray, con Elizabeth Canady Wray, Ethel Tidwell Wray y Sharon Cole Wray, tuvieron ocho hijos. Wray se mudó a Dinamarca a principios de la década de 1980. 

## Muerte
Wray murió de insuficiencia cardíaca en su casa en Copenhague, Dinamarca el 5 de noviembre de 2005, a la edad de 76 años. [17] Los sobrevivientes incluyeron a sus ocho hijos y 23 nietos, dos bisnietos de los Estados Unidos, hija Beth Wray Webb, hijo Link Wray III, hijo Link Elvis Wray, hija Belinda Wray Muth, hija Mona Wray Tidwell, hija Rhonda Wray Sayen, hijo Shayne Wray, hija Charlotte Wray y su cuarta esposa, Olive Julie Povlsen Wray, y su hijo. [16] Fue enterrado en la cripta de la Iglesia Cristiana, Copenhague. [18]

## Legado
Jack Rose citó a Wray como una influencia, [19] al igual que Iggy Pop [20] y Neil Young. [21] Jimmy Page dice que Link Wray tenía una "verdadera actitud rebelde" y lo atribuye a It Might Get Loud como una influencia importante en sus primeros años de carrera. Según Rolling Stone, Pete Townshend de The Who dijo una vez: "Si no hubiera sido por Link Wray y 'Rumble', nunca habría tomado una guitarra". "Las únicas personas a las que realmente admiraba eran Link Wray e Iggy Pop", dijo Mark E. Smith de The Fall. "Chicos como ... Link Wray ... son muy especiales para mí".
Bob Dylan hace referencia a Wray en su canción, "Sign Language", que grabó como dúo con Eric Clapton en 1975: "Link Wray estaba jugando en una máquina de discos que estaba pagando / por las palabras que decía, tan incomprendido / no me hizo nada bueno " [23] Tanto Dylan como Bruce Springsteen interpretaron la canción" Rumble "de Wray en concierto como tributo al influyente músico tras su muerte en 2005. [24]

## Discografía

### Álbum
- 1960 USA	Link Wray & The Raymen	Epic	LN 3661

- 1962 USA	Great Guitar Hits by Link Wray	Vermillion	V-1924

- 1963 USA	Jack The Ripper	Swan	S-LP 510

- 1964 USA	Link Wray Sings and Plays Guitar	Vermillion	V-1925

- 1963/2006	Link Wray Early Recordings	Rollercoaster/Ace

- 1971 USA	Link Wray	Polydor	PD-24-4064

- 1971 USA	Mordicai Jones (con Bobby Howard)	Polydor	PD-5010

- 1972 USA	Be What You Want To	Polydor	PD-5047

- 1973 USA	Beans and Fatback (registrato nel 1971)	Virgin	V-2006

- 1974 USA	The Link Wray Rumble	Polydor	PD-6025

- 1975 USA	Stuck in Gear

- 1979 USA	Bullshot

- 1979 USA	Live at the Paradiso

- 1990 UK	Apache

- 1990 UK	Wild Side of the City Lights

- 1993 DE	Indian Child

- 1997 US	Shadowman

- 1997 UK	Walking Down a Street Called Love - live